# Aldo Montano
Aldo Montano (Livorno, 18 novembre 1978) è un ex schermidore italiano, specializzato nella sciabola, campione olimpico individuale ai Giochi olimpici di Atene 2004.

## Biografia
Appartiene a una famiglia di schermidori di lontane origini genovesi: Mario Aldo (il padre), Aldo (il nonno) e tre cugini del padre, Mario Tullio, Tommaso e Carlo, parteciparono a passate edizioni delle Olimpiadi sempre nella sciabola (ad eccezione di Carlo, l'unico fiorettista della famiglia), salendo tutti sul podio nella gara a squadre.
In seguito alla vittoria alle olimpiadi di Atene, venne ospitato alcune volte nel programma di Simona Ventura Quelli che il calcio, dove gradualmente diventò una presenza fissa anche negli anni successivi.
Il suo fidanzamento con l'attrice Manuela Arcuri, sex symbol dell'epoca, lo portò sulle copertine dei rotocalchi di cronaca rosa sicché la sua popolarità divenne inaspettatamente ancora più vasta.
Nel 2006 ha partecipato al reality show La fattoria, dove gli è stata garantita comunque un'ora al giorno di allenamenti di scherma. Viene eliminato dal reality nel corso della settima puntata con il 65% dei voti.
Dal 2007 al 2012 è stato legato alla showgirl Antonella Mosetti.
Aldo è testimonial di importanti marchi, ha scattato con i fotografi più conosciuti ed è stato immortalato sulle copertine dei più importanti giornali nazionali e internazionali.
Nel 2009 è testimonial di uno degli spot sulla sicurezza stradale "Sulla buona strada" per la regia di Massimo Coglitore, prodotto dal Ministero delle infrastrutture e dei trasporti.
Aldo partecipa in qualità di giurato al programma Tv condotto da Simona Ventura Selfie - Le cose cambiano (Canale 5, 2016-2017).
Dal 2015 è legato sentimentalmente all'atleta russa Olga Plachina, con cui convola a nozze l’anno successivo. La coppia ha due figli, Olympia e Mario. Il 13 settembre 2021 entra nella casa del Grande Fratello Vip 6, reality show di Canale 5, come concorrente, ritirandosi nella puntata di venerdì 17 dicembre.

## Carriera
Si è formato con il Maestro Viktor Sidjak al Circolo Scherma Fides sul finire degli anni '90. Sidiak fu 4 volte campione olimpico e avversario del padre di Aldo, l'olimpionico Mario Montano. 
Inizialmente è stato arruolato nel Centro Sportivo dei Carabinieri e successivamente per la Polizia Penitenziaria, ed ha gareggiato per il Gruppo Sportivo Fiamme Azzurre.
Ha vinto la medaglia d'oro nel torneo di sciabola individuale alle XXVIII Olimpiadi di Atene 2004 (la prima medaglia d'oro nella sciabola individuale dalle Olimpiadi di Anversa del 1920, la numero 103 per la scherma italiana). Nella stessa Olimpiade è riuscito a vincere l'argento nel torneo a squadre con Giampiero Pastore e Luigi Tarantino. Determinante, per il raggiungimento di questi risultati, fu l'allora CT della nazionale, il francese C. Bauer. 
Ha partecipato ai Giochi del Mediterraneo di Almería 2005 aggiudicandosi la medaglia d'oro.
Ai Giochi Olimpici di Pechino 2008, nella sciabola individuale, si ferma agli ottavi di finale, eliminato dallo spagnolo Jorge Pina Pérez, mentre ottiene la medaglia di bronzo nella sciabola a squadre assieme a Luigi Tarantino, Giampiero Pastore e Diego Occhiuzzi, grazie alla vittoria sull'agguerrita squadra russa nella finale per il terzo posto disputata il 17 agosto 2008.
L'11 ottobre 2011 ha vinto la medaglia d'oro nel torneo di sciabola individuale ai Campionati mondiali di Catania, infatti ha battuto in finale il tedesco Nicolas Limbach vincendo per 15-13.
Il 3 agosto 2012, alle Olimpiadi di Londra, si aggiudica la medaglia di bronzo nella sciabola a squadre in squadra con Luigi Samele, Luigi Tarantino e Diego Occhiuzzi battendo nuovamente la squadra russa come nella precedente Olimpiade.
Ai Campionati del Mondo di Mosca 2015 vince la medaglia di Oro a squadre.
A gennaio 2016 vince il Trofeo Luxardo e si qualifica alla sua quarta Olimpiade, dove viene eliminato agli ottavi di finale dell'individuale. Vince a giugno 2017 l'argento a squadre agli Europei in Georgia. Ai Mondiali del 2018 a Wuxi vince l'argento a squadre nella sciabola.
A Tokyo 2020 ha partecipato alla sua quinta Olimpiade, come riserva della squadra di Sciabola maschile. A causa di un infortunio muscolare di Luigi Samele, nella semifinale contro l'Ungheria, subentra in corsa durante la sfida, divenendo determinante per la vittoria finale che consente l'ingresso in finale. Disputa la finale contro la Corea del sud, come titolare, tenutasi il 28 luglio 2021, vincendo la medaglia d'argento nella Sciabola maschile a squadre. Al termine della finale dichiara pubblicamente il ritiro dalle competizioni e dalle pedane della Scherma. 

## Palmarès
In carriera ha ottenuto i seguenti risultati:

### Giochi olimpici
Individuale
- Oro nella sciabola ad Atene 2004

A squadre
- Argento nella sciabola ad Atene 2004
- Argento nella sciabola a Tokyo 2020
- Bronzo nella sciabola a Pechino 2008
- Bronzo nella sciabola a Londra 2012

### Mondiali
Individuale
- Oro nella sciabola a Catania 2011
- Argento nella sciabola a San Pietroburgo 2007
- Bronzo nella sciabola a L'Avana 2003
- 5º classificato nella sciabola ad Antalia 2009
- 6º classificato nella sciabola a Lipsia 2005
- 19º classificato nella sciabola a Lisbona 2002
- 30º classificato nella sciabola a Torino 2006

A squadre
- Oro nella sciabola a Mosca 2015
- Argento nella sciabola a Lisbona 2002
- Argento nella sciabola a Lipsia 2005
- Argento nella sciabola a Antalia 2009
- Argento nella sciabola a Parigi 2010
- Argento nella sciabola a Wuxi 2018
- Bronzo nella sciabola a San Pietroburgo 2007
- Bronzo nella sciabola a Catania 2011
- Bronzo nella sciabola a Budapest 2019
- 6º classificato nella sciabola a L'Avana 2003

### Europei
Individuale
- Oro nella sciabola a Zalaegerszeg 2005
- 5º classificato nella sciabola a Mosca 2002
- 12º classificato nella sciabola a Bourges 2003
- 21º classificato nella sciabola a Coblenza 2001

A squadre
- Oro nella sciabola a Plovdiv 2009
- Oro nella sciabola a Lipsia 2010
- Oro nella sciabola a Sheffield 2011
- Oro nella sciabola a Zagabria 2013
- Argento nella sciabola a Mosca 2002
- Argento nella sciabola a Bourges 2003
- Argento nella sciabola a Montreux 2015
- Argento nella sciabola a Tibilisi 2017
- Argento nella sciabola a Novi Sad 2018
- Bronzo nella sciabola a Düsseldorf 2019
- 5º classificato nella sciabola a Coblenza 2001
- 8º classificato nella sciabola a Zalaegerszeg 2005

### Giochi del Mediterraneo
Individuale
- Oro nella sciabola ad Almería 2005

### Coppa del mondo
Classifica individuale
- 2002-2003 -  nella classifica generale della sciabola
- 2010-2011 -  nella classifica generale della sciabola
- 2008-2009 -  nella classifica generale della sciabola
- 2006-2007 - 4º nella classifica generale della sciabola
- 2003-2004 - 5º nella classifica generale della sciabola
- 2009-2010 - 5º nella classifica generale della sciabola
- 2004-2005 - 7º nella classifica generale della sciabola
- 2007-2008 - 7º nella classifica generale della sciabola
- 2013-2014 - 7º nella classifica generale della sciabola
- 2014-2015 - 9º nella classifica generale della sciabola
- 2015-2016 - 11º nella classifica generale della sciabola
- 2011-2012 - 15º nella classifica generale della sciabola
- 2016-2017 - 20º nella classifica generale della sciabola
- 2017-2018 - 30º nella classifica generale della sciabola
- 2005-2006 - 31º nella classifica generale della sciabola
- 2012-2013 - 53º nella classifica generale della sciabola

Classifica a squadre
- 2004-2005 -  nella classifica generale della sciabola
- 2008-2009 -  nella classifica generale della sciabola
- 2009-2010 -  nella classifica generale della sciabola
- 2014-2015 -  nella classifica generale della sciabola
- 2003-2004 -  nella classifica generale della sciabola
- 2010-2011 -  nella classifica generale della sciabola
- 2012-2013 -  nella classifica generale della sciabola
- 2007-2008 -  nella classifica generale della sciabola

Prove individuali
- 2002-2003 -  (New York, L'Avana);  (Nancy, Sofia, Padova)
- 2003-2004 -  (L'Avana);  (Mosca);  (Bonn)
- 2004-2005 -  (Padova)
- 2006-2007 -  (Las Vegas);  (Madrid, Padova)
- 2007-2008 -  (Istanbul, Las Vegas)
- 2008-2009 -  (Atene, Tunisi, Dallas);  (Plovdiv)
- 2009-2010 -  (Isola Margarita, New York);  (Madrid)
- 2010-2011 -  (Plovdiv);  (Madrid)
- 2011-2012 -  (Madrid)
- 2013-2014 -  (Varsavia);  (Chicago)
- 2014-2015 -  (New York);  (Budapest)
- 2015-2016 -  (Boston, Padova)

Prove a squadre

### Campionati assoluti italiani
Vanta 6 titoli individuali e 3 a squadre. Di seguito sono riportati solo i podi.
Individuale
- Oro nella sciabola a Livorno 2001
- Oro nella sciabola a Roma 2003
- Oro nella sciabola a Udine 2005
- Oro nella sciabola a Napoli 2007
- Oro nella sciabola a Siracusa 2010
- Oro nella sciabola a Livorno 2011
- Argento nella sciabola a Bologna 2012
- Bronzo nella sciabola a Conegliano Veneto 2002
- Bronzo nella sciabola a Tivoli 2009

A squadre
- Oro nella sciabola a Conegliano Veneto 2002
- Oro nella sciabola a Roma 2003
- Oro nella sciabola a Udine 2005
- Argento nella sciabola aLivorno 2001
- Argento nella sciabola a Napoli 2007
- Argento nella sciabola a Siracusa 2010

### Altri risultati
Mondiali giovanili
Individuale
- Bronzo nella sciabola a Tenerife 1997

A squadre

## Televisione
- La Fattoria 3 (Canale 5, 2006) - concorrente
- Selfie - Le cose cambiano, (Canale 5, 2016) - giurato
- Grande Fratello VIP 6 (Canale 5, 2021) - concorrente
- Avanti un altro! Pure di sera, (Canale 5, 2022) - concorrente
- Back to School 2 (Italia 1, 2023) - concorrente
- L'isola dei famosi 17 (Canale 5, 2023) - guest star
- La pupa e il secchione (Italia 1, 2024) - giudice

## Influenza culturale
- Un suo ritratto si trova in Campioni livornesi di Rossano Vittori, un docufilm prodotto dall'Associazione Nazionale Atleti Olimpici e Azzurri d'Italia in collaborazione con Rai Teche, Istituto Luce Cinecittà e Mediateca regionale toscana.

- A lui viene dedicato un episodio della serie Campi di battaglia girata nel 2018.